# Coupe de l'AFC 2005
Navigation
Édition précédente Édition suivante
La Coupe de l'AFC 2005 est la deuxième édition de la Coupe de l'AFC, la compétition mise en place par l'AFC pour les meilleures équipes des pays classés comme en développement par la confédération asiatique.
Plusieurs changements au niveau des clubs participants ont eu lieu à l'issue de l'édition 2004. Après le succès des clubs syriens la saison précédente (finale entre les deux clubs engagés), la Syrie a été promue au rang de nation phare et peut désormais aligner ses meilleures équipes en Ligue des champions de l'AFC. De plus, après le forfait des clubs de Corée du Nord, de Birmanie et d'Oman, l'AFC ne les autorise pas à participer cette année. À l'inverse, la Jordanie (qui ne s'était pourtant pas aligné auparavant) est autorisé à qualifier deux équipes et Hong-Kong a droit à une deuxième place.
C'est le club jordanien d'Al-Faisaly Club qui remporte le titre, après avoir battu en finale les Libanais de Nejmeh SC. C'est le premier titre continental de l'histoire du club.

## Participants
- Al-Faisaly Club - Champion de Jordanie 2003-2004
- Al Hussein Irbid - Finaliste de la Coupe de Jordanie 2004
- Nejmeh SC - Champion du Liban 2003-2004
- Al Ahed Beyrouth - Vainqueur de la Coupe du Liban 2003-2004
- Nebitçi Balkanabat - Champion du Turkménistan 2004
- Nisa Achgabat - Vice-champion du Turkménistan 2004
- Brothers Union Dhaka - Champion du Bangladesh 2003-2004
- Muktijoddha Sangsad KC - Finaliste de la Coupe du Bangladesh 2004
- Sun Hei - Champion de Hong Kong 2003-2004
- Happy Valley AA - Vainqueur de la Coupe de Hong Kong 2003-2004
- East Bengal Club - Champion d'Inde 2003-2004
- Dempo SC - Vainqueur de la Coupe d'Inde 2004
- New Radiant - Champion des Maldives 2004
- Club Valencia - Vainqueur de la Coupe des Maldives 2004
- Pahang FA - Champion de Malaisie 2004
- Perak FA - Vainqueur de la Coupe de Malaisie 2004
- Tampines Rovers FC - Champion de Singapour 2004
- Home United FC - Finaliste de la Coupe de Singapour 2004

## Compétition

### Phase de groupes
Toutes les équipes participantes sont réparties dans cinq groupes de trois ou quatre équipes. Les équipes terminant à la première place se qualifient pour les quarts de finale ainsi que les trois meilleurs deuxièmes. Chaque groupe se déroule sur la base de matchs aller-retour. Les rencontres ont lieu entre le 9 mars et le 25 mai 2005.

#### Groupe A
| Rang | Équipe                 | Pts | J | G | N | P | Bp | Bc | Diff |  | Résultats (▼ dom., ► ext.) |     |     |     |     |
| ---- | ---------------------- | --- | - | - | - | - | -- | -- | ---- |  | -------------------------- | --- | --- | --- | --- |
| 1    | Al-Faisaly Club        | 14  | 6 | 4 | 2 | 0 | 15 | 5  | +10  |  | Al-Faisaly Club            |     | 1-1 | 5-0 | 2-1 |
| 2    | Nebitçi Balkanabat     | 8   | 6 | 2 | 2 | 2 | 11 | 11 | 0    |  | Nebitçi Balkanabat         | 3-3 |     | 3-2 | 0-1 |
| 3    | East Bengal Club       | 7   | 6 | 2 | 1 | 3 | 6  | 11 | -5   |  | East Bengal Club           | 0-1 | 3-2 |     | 0-0 |
| 4    | Muktijoddha Sangsad KC | 4   | 6 | 1 | 1 | 4 | 3  | 8  | -5   |  | Muktijoddha Sangsad KC     | 0-3 | 1-2 | 0-1 |     |

#### Groupe B
| Rang | Équipe           | Pts | J | G | N | P | Bp | Bc | Diff |  | Résultats (▼ dom., ► ext.) |     |     |     |
| ---- | ---------------- | --- | - | - | - | - | -- | -- | ---- |  | -------------------------- | --- | --- | --- |
| 1    | Al Hussein Irbid | 9   | 4 | 3 | 0 | 1 | 11 | 4  | +7   |  | Al Hussein Irbid           |     | 4-0 | 2-0 |
| 2    | Al Ahed Beyrouth | 9   | 4 | 3 | 0 | 1 | 6  | 6  | 0    |  | Al Ahed Beyrouth           | 4-2 |     | 1-0 |
| 3    | Dempo SC         | 0   | 4 | 0 | 0 | 4 | 0  | 7  | -7   |  | Dempo SC                   | 0-3 | 0-1 |     |

#### Groupe C
| Rang | Équipe               | Pts | J | G | N | P | Bp | Bc | Diff |  | Résultats (▼ dom., ► ext.) |     |     |     |
| ---- | -------------------- | --- | - | - | - | - | -- | -- | ---- |  | -------------------------- | --- | --- | --- |
| 1    | Nejmeh SC            | 12  | 4 | 4 | 0 | 0 | 8  | 1  | +7   |  | Nejmeh SC                  |     | 1-0 | 4-1 |
| 2    | Nisa Achgabat        | 2   | 4 | 0 | 2 | 2 | 1  | 3  | -2   |  | Nisa Achgabat              | 0-1 |     | 0-0 |
| 3    | Brothers Union Dhaka | 2   | 4 | 0 | 2 | 2 | 2  | 7  | -5   |  | Brothers Union Dhaka       | 0-2 | 1-1 |     |

#### Groupe D
| Rang | Équipe             | Pts | J | G | N | P | Bp | Bc | Diff |  | Résultats (▼ dom., ► ext.) |     |     |     |     |
| ---- | ------------------ | --- | - | - | - | - | -- | -- | ---- |  | -------------------------- | --- | --- | --- | --- |
| 1    | Sun Hei            | 12  | 6 | 3 | 3 | 0 | 12 | 5  | +7   |  | Sun Hei                    |     | 1-1 | 6-1 | 2-1 |
| 2    | Tampines Rovers FC | 11  | 6 | 3 | 2 | 1 | 12 | 6  | +6   |  | Tampines Rovers FC         | 1-1 |     | 1-0 | 4-2 |
| 3    | Club Valencia      | 5   | 6 | 1 | 2 | 3 | 5  | 14 | -9   |  | Club Valencia              | 1-1 | 0-4 |     | 1-1 |
| 4    | Perak FA           | 4   | 6 | 1 | 1 | 4 | 7  | 11 | -4   |  | Perak FA                   | 0-1 | 2-1 | 1-2 |     |

#### Groupe E
| Rang | Équipe          | Pts | J | G | N | P | Bp | Bc | Diff |  | Résultats (▼ dom., ► ext.) |     |     |     |     |
| ---- | --------------- | --- | - | - | - | - | -- | -- | ---- |  | -------------------------- | --- | --- | --- | --- |
| 1    | Home United FC  | 13  | 6 | 4 | 1 | 1 | 13 | 5  | +8   |  | Home United FC             |     | 2-0 | 2-1 | 5-0 |
| 2    | New Radiant     | 10  | 6 | 3 | 1 | 2 | 6  | 4  | +2   |  | New Radiant                | 1-0 |     | 1-1 | 2-0 |
| 3    | Pahang FA       | 9   | 6 | 2 | 3 | 1 | 10 | 8  | +2   |  | Pahang FA                  | 3-3 | 1-0 |     | 3-1 |
| 4    | Happy Valley AA | 1   | 6 | 0 | 1 | 5 | 2  | 14 | -12  |  | Happy Valley AA            | 0-1 | 0-2 | 1-1 |     |

#### Classement des meilleurs deuxièmes
Un classement est établi entre les deuxièmes de tous les groupes, et ce, même si toutes les équipes n'ont pas disputé le même nombre de rencontres. Seuls les trois meilleurs se qualifient pour les quarts de finale.
| Rang | Équipe             | Pts | J | G | N | P | Bp | Bc | Diff |
| ---- | ------------------ | --- | - | - | - | - | -- | -- | ---- |
| 1    | Tampines Rovers FC | 11  | 6 | 3 | 2 | 1 | 12 | 6  | +6   |
| 2    | New Radiant        | 10  | 6 | 3 | 1 | 2 | 6  | 4  | +2   |
| 3    | Al Ahed Beyrouth   | 9   | 4 | 3 | 0 | 1 | 6  | 6  | 0    |
| 4    | Nebitçi Balkanabat | 8   | 6 | 2 | 2 | 2 | 11 | 11 | 0    |
| 5    | Nisa Achgabat      | 2   | 4 | 0 | 2 | 2 | 1  | 3  | -2   |

### Phase finale à élimination directe
|  | Quarts de finale        | Quarts de finale        | Quarts de finale                | Quarts de finale        |                 |                 | Demi-finales                    | Demi-finales                    | Demi-finales                    | Demi-finales                    |  |  | Finale                | Finale                | Finale                | Finale                |
|  |                         |                         |                                 |                         |                 |                 |                                 |                                 |                                 |                                 |  |  |                       |                       |                       |                       |
|  | 14 et 21 septembre 2005 | 14 et 21 septembre 2005 | 14 et 21 septembre 2005         | 14 et 21 septembre 2005 |                 |                 | 28 septembre et 12 octobre 2005 | 28 septembre et 12 octobre 2005 | 28 septembre et 12 octobre 2005 | 28 septembre et 12 octobre 2005 |  |  | 19 et 26 octobre 2005 | 19 et 26 octobre 2005 | 19 et 26 octobre 2005 | 19 et 26 octobre 2005 |
|  | 14 et 21 septembre 2005 | 14 et 21 septembre 2005 | 14 et 21 septembre 2005         | 14 et 21 septembre 2005 |                 |                 | 28 septembre et 12 octobre 2005 | 28 septembre et 12 octobre 2005 | 28 septembre et 12 octobre 2005 | 28 septembre et 12 octobre 2005 |  |  | 19 et 26 octobre 2005 | 19 et 26 octobre 2005 | 19 et 26 octobre 2005 | 19 et 26 octobre 2005 |
|  | New Radiant             | New Radiant             | 1                               | 0                       |                 |                 | 28 septembre et 12 octobre 2005 | 28 septembre et 12 octobre 2005 | 28 septembre et 12 octobre 2005 | 28 septembre et 12 octobre 2005 |  |  | 19 et 26 octobre 2005 | 19 et 26 octobre 2005 | 19 et 26 octobre 2005 | 19 et 26 octobre 2005 |
|  | New Radiant             | New Radiant             | 1                               | 0                       |                 |                 | 28 septembre et 12 octobre 2005 | 28 septembre et 12 octobre 2005 | 28 septembre et 12 octobre 2005 | 28 septembre et 12 octobre 2005 |  |  | 19 et 26 octobre 2005 | 19 et 26 octobre 2005 | 19 et 26 octobre 2005 | 19 et 26 octobre 2005 |
|  | Al Hussein Irbid        | Al Hussein Irbid        | 0                               | 0                       |                 |                 | 28 septembre et 12 octobre 2005 | 28 septembre et 12 octobre 2005 | 28 septembre et 12 octobre 2005 | 28 septembre et 12 octobre 2005 |  |  | 19 et 26 octobre 2005 | 19 et 26 octobre 2005 | 19 et 26 octobre 2005 | 19 et 26 octobre 2005 |
|  | Al Hussein Irbid        | Al Hussein Irbid        | 0                               | 0                       | New Radiant     | New Radiant     | 1                               | 1                               |                                 |                                 |  |  | 19 et 26 octobre 2005 | 19 et 26 octobre 2005 | 19 et 26 octobre 2005 | 19 et 26 octobre 2005 |
|  | 14 et 21 septembre 2005 |                         |                                 |                         | New Radiant     | New Radiant     | 1                               | 1                               |                                 |                                 |  |  | 19 et 26 octobre 2005 | 19 et 26 octobre 2005 | 19 et 26 octobre 2005 | 19 et 26 octobre 2005 |
|  |                         |                         | Al-Faisaly Club                 | Al-Faisaly Club         | 1               | 4               |                                 |                                 |                                 |                                 |  |  | 19 et 26 octobre 2005 | 19 et 26 octobre 2005 | 19 et 26 octobre 2005 | 19 et 26 octobre 2005 |
|  | Al-Faisaly Club         | Al-Faisaly Club         | Al-Faisaly Club                 | Al-Faisaly Club         | 1               | 4               | 1                               | 1                               |                                 |                                 |  |  | 19 et 26 octobre 2005 | 19 et 26 octobre 2005 | 19 et 26 octobre 2005 | 19 et 26 octobre 2005 |
|  | Al-Faisaly Club         | Al-Faisaly Club         | 28 septembre et 12 octobre 2005 |                         |                 |                 | 1                               | 1                               |                                 |                                 |  |  | 19 et 26 octobre 2005 | 19 et 26 octobre 2005 | 19 et 26 octobre 2005 | 19 et 26 octobre 2005 |
|  | Tampines Rovers FC      | Tampines Rovers FC      | 0                               | 0                       |                 |                 |                                 |                                 |                                 |                                 |  |  | 19 et 26 octobre 2005 | 19 et 26 octobre 2005 | 19 et 26 octobre 2005 | 19 et 26 octobre 2005 |
|  | Tampines Rovers FC      | Tampines Rovers FC      | 0                               | 0                       | Al-Faisaly Club | Al-Faisaly Club | 1                               | 3                               |                                 |                                 |  |  |                       |                       |                       |                       |
|  | 14 et 21 septembre 2005 |                         |                                 |                         | Al-Faisaly Club | Al-Faisaly Club | 1                               | 3                               |                                 |                                 |  |  |                       |                       |                       |                       |
|  |                         |                         | Nejmeh SC                       | Nejmeh SC               | 0               | 2               |                                 |                                 |                                 |                                 |  |  |                       |                       |                       |                       |
|  | Home United FC          | Home United FC          | Nejmeh SC                       | Nejmeh SC               | 0               | 2               | 0                               | 2                               |                                 |                                 |  |  |                       |                       |                       |                       |
|  | Home United FC          | Home United FC          |                                 |                         |                 |                 |                                 |                                 |                                 |                                 |  |  |                       |                       |                       |                       |
|  | Nejmeh SC               | Nejmeh SC               | 3                               | 3                       |                 |                 |                                 |                                 |                                 |                                 |  |  |                       |                       |                       |                       |
|  | Nejmeh SC               | Nejmeh SC               | 3                               | 3                       | Nejmeh SC       | Nejmeh SC       | 3                               | 3                               |                                 |                                 |  |  |                       |                       |                       |                       |
|  | 14 et 21 septembre 2005 |                         |                                 |                         | Nejmeh SC       | Nejmeh SC       | 3                               | 3                               |                                 |                                 |  |  |                       |                       |                       |                       |
|  |                         |                         | Sun Hei                         | Sun Hei                 | 0               | 2               |                                 |                                 |                                 |                                 |  |  |                       |                       |                       |                       |
|  | Al Ahed Beyrouth        | Al Ahed Beyrouth        | Sun Hei                         | Sun Hei                 | 0               | 2               | 1                               | 1                               |                                 |                                 |  |  |                       |                       |                       |                       |
|  | Al Ahed Beyrouth        | Al Ahed Beyrouth        |                                 |                         |                 |                 |                                 | 1                               |                                 |                                 |  |  |                       |                       |                       |                       |
|  | Sun Hei                 | Sun Hei                 | 0                               | 3                       |                 |                 |                                 |                                 |                                 |                                 |  |  |                       |                       |                       |                       |
|  | Sun Hei                 | Sun Hei                 | 0                               | 3                       |                 |                 |                                 |                                 |                                 |                                 |  |  |                       |                       |                       |                       |
|  |                         |                         |                                 |                         |                 |                 |                                 |                                 |                                 |                                 |  |  |                       |                       |                       |                       |

### Finales
| 19 octobre 2004 | Al-Faisaly Club | 1 - 0 | Nejmeh SC | Stade international, Amman |
|                 | Saad 35e        |       |           |                            |

| 26 octobre 2004 | Nejmeh SC              | 2 - 3 | Al-Faisaly Club               | Stade Al Manara, Beyrouth |  |
|                 | Hojeij 35e (pen.), 72e |       | Saad 19e, 59e · Al-Sheikh 88e |                           |  |